# Concepción del Oro (gemeente)
Concepción del Oro is een gemeente in de Mexicaanse deelstaat Zacatecas. De hoofdplaats van Concepción del Oro is Concepción del Oro. De gemeente Concepción del Oro heeft een oppervlakte van 385,6 km².
De gemeente heeft 11.728 inwoners (2000). Geen enkele daarvan spreekt een indiaanse taal.
Apozol · Apulco · Atolinga · Florencia · Calera de Víctor Rosales · Cañitas de Felipe Pescador · Chalchihuites · Concepción del Oro · Cuauhtémoc · El Plateado de Joaquín Amaro · El Salvador · Fresnillo · Genaro Codina · General Enrique Estrada · General Francisco R Murguía · General Pánfilo Natera · Guadalupe · Huanusco · Jalpa · Jerez · Jiménez del Teul · Juan Aldama · Juchipila · Loreto · Luis Moya · Mazapil · Melchor Ocampo · Mezquital del Oro · Miguel Auza · Momax · Monte Escobedo · Morelos · Moyahua de Estrada · Nochistlán de Mejía · Noria de Ángeles · Ojocaliente · Pánuco · Pinos · Río Grande · Santa María de la Paz · Saín Alto · Sombrerete · Susticacán · Tabasco · Tepechitlán · Tepetongo · Teúl de González Ortega · Tlaltenango de Sánchez Román · Trancoso · Trinidad García de la Cadena · Valparaíso · Vetagrande · Villa de Cos · Villa García · Villa González Ortega · Villa Hidalgo · Villanueva · Zacatecas